# Džon Smit (istraživač)
Džon Smit (6. januar 1580 – 21. jun 1631) bio je engleski vojnik, istraživač, kolonijalni guverner, admiral Nove Engleske i pisac. Odigrao je važnu ulogu u osnivanju kolonije Džejmstaun, prvog trajnog engleskog naselja u Severnoj Americi, početkom 17. veka. Bio je vođa virdžinijske kolonije u Džejmstaunu (septembar 1608 – avgust 1609), vodio je istraživanje duž reke Virdžinije i zaliva Česapik, te postao prvi engleski istraživač koji je mapirao zaliv Česapik. Smitove knjige i mape bile su važne u podsticanju i podržavanju engleske kolonizacije Novog sveta. Dao je ime Novoj Engleskoj. Umro je u Londonu 1631. godine.

## Rane avanture
Posle smrti oca, Džon Smit je napustio kuću i krenuo na more. Bio je plaćenik u vojsci francuskog kralja Anrija IV u Špansko-francuskom ratu i borio se za nezavisnost Holandije. Nakon toga se na Mediteranu bavio trgovinom i piratstvom. Kasnije se borio protiv osmanskih Turaka u Dugom turskom ratu. Unapređen je u kapetana konjice boreći se na strani austrijskih Habzburgovaca u Mađarskoj u pohodima 1600. i 1601. godine, koje je predvodio Mihaj Hrabri. Prema predanju, ubio je i obezglavio tri turska izazivača u pojedinačnim borbenim dvobojima, zbog čega je naimenovan za viteza. Međutim, u jednom sukobu sa Tatarima 1602. je ranjen, uhvaćen i prodan kao rob, te odveden na Krim. Odatle je pobegao i vratio se u Englesku 1604. godine.

## U Džejmstaunu
Godine 1606, Smit se uključio u plan kompanije Virdžinija iz Londona za kolonizaciju Virdžinije radi ostvarenja finansijske dobiti. Tokom ekspedicije optužen je za pobunu i kapetan Kristofer Njuport je planirao da ga pogubi. Međutim, ispostavilo se da ga je kompanija Virdžinija proglasila vođom nove kolonije, što ga je možda i spasilo smrti.
Traženje odgovarajuće lokacije za koloniju završilo se 14. maja 1607. godine kada je kapetan Edvard Marija Vingfild odabrao mesto na kome će osnovati Džejmstaun. Nakon četvoromesečnog putovanja okeanom, njihove dnevne zalihe hrane su bile dovoljne samo za jednu do dve šolje obroka od žitarica po osobi. Usled močvarnih uslova i rasprostranjene bolesti, skoro svakog dana je neko umro. Do septembra, od stočetvoro ljudi koje je doveo Njuport, više od šezdesetoro je bilo mrtvo. Ti ljudi su verovatno umrli zato što su pili slanu vodu iz potoka i usled loše ishrane.
U drugoj polovini 1608. godine, Smit je istraživao vodene puteve u zalivu Česapik i napravio je mapu koja je više od jednog veka bila od velikog značaja za istraživače Virdžinije.
Kapetan Njuport je u dva navrata doveo nove doseljenike i doneo provijant za naseobinu, u januaru i oktobru 1608. godine.
Smit je pokušao da nabavi hranu od američkih starosedelaca. Saznao je da i među doseljenicima i među američkim starosedeocima ima onih koji planiraju da mu oduzmu život, a piše da ga je na taj plan upozorila Pokahontas.
Smit je sazvao sastanak i zapretio da oni koji neće da rade neće ni jesti. Posle toga, situacija se poboljšala. Naseljenici su radili sa više elana, ali su, po potrebi, i kažnjavani.

## Susret sa Pokahontas i njenim plemenom
U decembru 1607, dok je tražio hranu duž reke Čikahomini, Smit je uhvaćen i odveden na sastanak sa poglavicom plemena Pouhatan u Verovokomoko, glavno selo Konfederacije Pouhatan. Smit je strahovao za život, ali je na kraju pušten bez ikakve povrede. On je to delom pripisao kćerki vođe Pokahontas koja ga je zaštitila: „U trenutku mog pogubljenja, ona je rizikovala da njoj prospu mozak da bi spasila moj; i ne samo to, već je time uticala i na svog oca, pa sam ja bezbedno sproveden do Džejmstauna.“
Sumnjalo se u istinitost ove Smitove priče, ali šta god da se desilo, ovaj susret je pokrenuo prijateljske odnose između domorodaca i Smita i kolonista.
Priča se da je 1608. godine Pokahontas spasila Smita drugi put kada je njega i druge koloniste poglavica Pouhatana pozvao u prijateljsku posetu u Verovokomoko, a zapravo planirao da ih ubije. Zbog njenog upozorenja, Englezi su bili u pripravnosti i nije došlo do napada.

## Nova Engleska
Dve i po godine Džon Smit činio je sve što je u njegovoj moći za Džejmstaun. O njegovoj sudbini odlučila je eksplozija baruta u kojoj je ozbiljno povređen. Otišao je u Englesku na lečenje sredinom oktobra 1609. i nikada se nije vratio u Virdžiniju.
U Ameriku se vratio 1614. kada je istraživao obale Mejna i zaliv Masačusets. Nazvao je tu oblast „Nova Engleska“. Godine 1614. i 1615. Smit je pokušao da se vrati na tu istu obalu. Na prvom putovanju oluja je razorila njegov brod, a na drugom su ga zarobili francuski gusari. Pobegao je nakon nekoliko nedelja zatočeništva i vratio se u Englesku te objavio izveštaj o svoja dva putovanja u knjizi Opis Nove Engleske. U Engleskoj je ostao do svoje smrti.

## Smrt i sahrana
Džon Smit je umro 21. juna 1631. godine u Londonu. Sahranjen je 1633. godine u Crkvi Svetog groba kod Njugejta u Londonu. U znak sećanja na njega napravljen je vitraž na južnom zidu crkve.